# Hôtel de Créhange-Pittange
Pour les articles homonymes, voir Créhange (homonymie).
L'hôtel de Créhange-Pittange est un ancien hôtel particulier de la commune française de Thionville, dans le département de la Moselle.
Contrairement à plusieurs bâtiments environnants, il n'est ni inscrit, ni classé aux monuments historiques.

## Histoire
À partir du XVe siècle, les familles nobles comme les Créhange-Pittange sont autorisées à se construire une demeure dans l’enceinte du château. L’actuel hôtel, à façade légèrement concave, aurait été (re) construit dans la première moitié du XVIIIe siècle sur des éléments antérieurs. Un premier bâtiment en L, avec façade principale sur la Cour du château, semble remonter au début du XVIIIe siècle. Un bâtiment ajouté au milieu du XVIIIe siècle côté Moselle referme le quadrilatère. Un autre corps de bâtiment plus bas, disposé perpendiculairement, prenait appui sur le mur latéral droit mais a été frappé d’alignement et détruit vers 1947. Une de ses pièces, à l’étage, abritait des lambris peints en 1756 par le peintre thionvillois Charles Colignon.

## Description
Si l’hôtel comprend encore un très bel escalier, ses dispositions d’origine ne sont plus lisibles à la suite de sa transformation après 1947 en appartements pour les cadres des laminoirs de Thionville puis à partir de 1979 en bureaux municipaux.